# 한나나
한나나(1979년 1월 30일 ~ )는 1999년 미스코리아 선(善) 출신의 배우이다.
2000년 KBS TV 시리즈 《가을동화》의 신유미 역으로 널리 알려져 있었으나 해당 작품 이후 활동을 중단했으며 《가을동화》에 앞서 SBS 《천사의 분노》 캐스팅 제의를 받았지만 배역이 교체되자 당시 소속사(미디어드림)와 결별을 선택했고 이 과정에서 미디어드림은 2000년 9월 26일 서울지법에 전속계약위반을 이유로 《가을동화》출연금지 가처분 신청과 함께 6천만원의 손해배상 소송을 제기했다.

## 출연 작품

### TV 시리즈
- 2000년 KBS TV 시리즈 《가을동화》 ... 신유미 역

## 프로필
- 출생: 1979년 1월 30일
- 신체: 173cm, 52kg, 34-24-36
- 학력: 미시간 주립 대학교
- 수상: 1999년 미스코리아 선(善), 1999년 미스코리아 서울 선(善)
- 취미: 수영, 스키, 영화 감상
- 특기: 춤, 노래